# بخش کلارمونت، شهرستان داج، مینه سوتا
بخش کلارمونت (به انگلیسی: Claremont Township) یک منطقهٔ مسکونی در ایالات متحده آمریکا است که در شهرستان دوج، مینه‌سوتا واقع شده‌است.
 بخش کلارمونت ۹۰٫۳ کیلومتر مربع مساحت و ۴۶۸ نفر جمعیت دارد و ۳۸۶ متر بالاتر از سطح دریا واقع شده‌است.